# Orosaura nebulosylvestris
Genre
Espèce
Synonymes
- Mabuya nebulosylvestris Miralles, Fuenmayor, Bonillo, Schargel, Barros, García & Barrio, 2009

Orosaura nebulosylvestris, unique représentant du genre Orosaura, est une espèce de sauriens de la famille des Scincidae.

## Répartition
Cette espèce est endémique du Nord du Venezuela.

## Étymologie
Le nom du genre Orosaura vient du grec oro, la montagne, et de saura, le lézard, en référence à la distribution de l'espèce de ce genre. Le nom spécifique nebulosylvestris vient du latin nebula, le nuage, et de silvestris, qui vit dans la forêt, en référence à la distribution de ce saurien dans la forêt de nuage.

## Publications originales
- Miralles, Rivas, Bonillo, Schargel, Barros, García-Perez & Barrio-Amorós, 2009 : Molecular systematics of Caribbean skinks of the genus Mabuya (Reptilia, Scincidae), with descriptions of two new species from Venezuela. Zoological Journal of the Linnean Society, vol. 156, no 3, p. 598-616 (texte intégral).
- Hedges & Conn, 2012 : A new skink fauna from Caribbean islands (Squamata, Mabuyidae, Mabuyinae). Zootaxa, no 3288, p. 1–244 (texte intégral).